# Денисово (Починковский район)
 Дени́сово— деревня в Смоленской области России, в Починковском районе. Расположена в центральной части области в 10 км к северу от Починка, в 1,5 км к югу от станции Пересна на железнодорожной ветке Смоленск – Рославль, в 7 км восточнее автодороги А141 Орёл — Витебск. Население — 650 жителей (2007 год). Входит в состав Переснянского сельского поселения. 

## Экономика
ООО «Смоленская торфяная компания» (добыча и переработка торфа), средняя школа, магазины, 2 дома культуры, колбасный цех, свиноводческий комплекс.